# Romowe Rikoito
Romowe Rikoito je litvanska darkfolk glasbena skupina, ki igra v pruščini in angleščini. Skupino je ustanovil Glabbis Niktorius leta 1995 in jo poimenoval po nekdanjem pruskem svetem mestu Romowe (poznanem tudi kot Rikoyto). Skupina je izdala 4 albume - prva dva albuma Narcissism in L’Automne Eternel temeljita na idejah melanholije in smrti, medtem ko sta Āustradēiwa in Undēina posvečena stari baltski Prusiji. 
Glasba je pogosto opredeljena kot harmonična, misteriozna in globoka. Skupina igra tudi mnogo pesmi, ki so jih napisali by A. Crowley, Dante Gabriel Rossetti, Gerard de Nerval in Chidiock Tichborne. Leta 2014 so izdali četrti album Undēina, ki je skoraj celoten posnet v pruščini. Undēina je posvečen pruski mitologiji, sagam in svetim mestom. Vsi zvoki so bili posneti v naravi med obiski pruskih gozdov, rek in svetih prostorov.

## Člani

### Trenutni
- Glabbis Niktorius – vokal, kitara
- Alwārmija – vokal
- Āulaukis – kitare
- Anny – čelo

### Nekdanji
- Johnny – kitare

## Diskografija
- Narcissism (1997 m.)
- L’Automne Eternel (2000 m.)
- Āustradēiwa (2005 m.)
- Undēina (2014 m.)
- Nawamār (2016 m.)